# Belgisches Französisch

Regionale Verbreitung der Sprachen in Belgien:
Niederländisch
Französisch
Deutsch
zweisprachige Region Brüssel-Hauptstadt

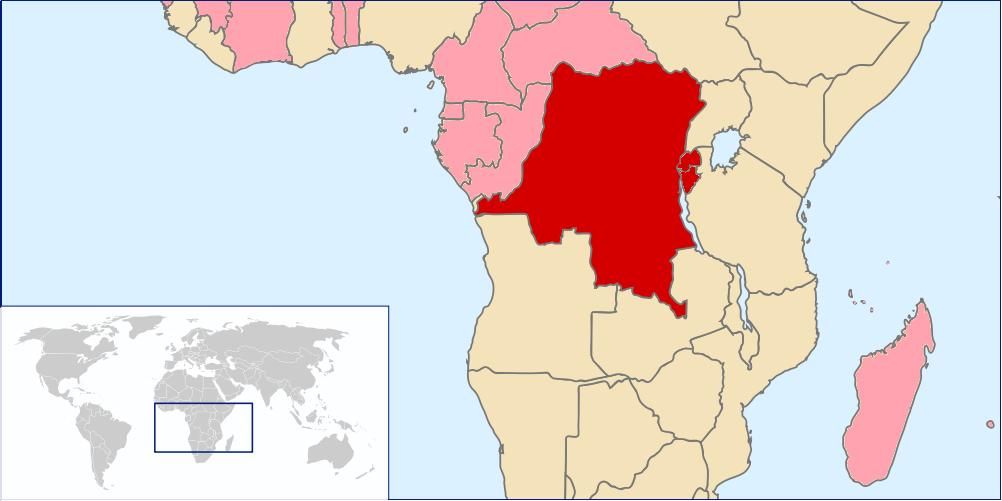
Verbreitung des belgischen Französisch in Afrika (rot), weitere französischsprachige Länder in Rosa.

Belgisches Französisch (BF) ist eine regionale Variante der französischen Sprache in Belgien. Es unterscheidet sich hauptsächlich im Akzent vom Schweizer Französisch und vom Französisch, wie es in Frankreich gesprochen wird. Es charakterisiert sich durch Archaismen und Belgizismen.
Weiterhin unterscheidet sich belgisches Französisch von den ebenfalls in Belgien anerkannten Oïl-Sprachen Wallonisch, Picardisch, Lothringisch und Champenois.
Seit der Staatsgründung 1830 war das Französische de facto landesweit die Sprache der Verwaltung, der Justiz und des Schulsystems. Erst im 20. Jahrhundert wurde das Französische im flämischen Landesteil zurückgedrängt und die Bevölkerungsmehrheit der Flamen konnte die volle Gleichberechtigung ihrer niederländischen Sprache durchsetzen.

## Phonetik und Phonologie
Das in Belgien verwendete Französisch kann durch linguistische Merkmale charakterisiert werden. Viele der beschriebenen Eigenheiten gehen auf ein wallonisches Substrat zurück.

### Vokale
Im BF hat sich das Phonem /⁠œ̃⁠/ größtenteils erhalten, das in Frankreich seit Mitte des 20. Jahrhunderts mit /⁠ɛ̃⁠/ zusammengefallen ist. So existiert nur im BF das Minimalpaar <brun> [bʁœ̃] (braun) – <brin> [bʁɛ̃] (Halm), das im in Frankreich gesprochenen Französischen heute oft homophon ist.
Die Vokalquantität ist im BF phonemunterscheidend, was sich an folgenden Minimalpaaren zeigen lässt:
- Die Opposition /⁠a⁠/ – /aː/ steht anstelle der heute zugunsten von /⁠a⁠/ weitestgehend aufgegebenen Opposition /⁠a⁠/ – /⁠ɑ⁠/ des Frankreichfranzösischen, z. B. <patte> [pat] (Pfote) – <pâte> [paːt] (Teig)
- /⁠e⁠/ – /eː/, z. B. in <aimé> [ɛme] (geliebter) – <aimée> [ɛmeː] (geliebte), d. h. die grammatikalische Kategorie Genus wird auch phonetisch realisiert
- /⁠ɛ⁠/ – /ɛː/, z. B. in <faîte> [fɛt] (First) – <fête> [fɛːt] (Fest)
- /⁠i⁠/ – /iː/, z. B. in <nid> [ni] (Nest) – <nie> [niː]
- /⁠y⁠/ – /yː/, z. B. in <nu> [ny] (nackter) – <nue> [nyː] (nackte), auch hier Markierung des Genus

Bei Bernhard Pöll findet sich der folgende Hinweis auf eine weitere die Vokalquantität betreffende Besonderheit:

„Die Längung anderer Vokale (vortonig; bzw. betont vor [⁠l⁠] oder stimmhaftem Okklusiv) […] ist bei jüngeren Sprechern und Angehörigen höherer Gesellschaftsschichten im Verschwinden begriffen.“

Einige Phänomene im Bereich der Vokalqualität sind für das BF ebenfalls typisch: Im Auslaut ist die Öffnung von [⁠o⁠] > [⁠ɔ⁠] und [⁠e⁠] > [⁠ɛ⁠] möglich: [kafɛ] <café> (Kaffee), [velɔ] <vélo> (Fahrrad); gelegentlich auch im Inlaut: [diplɔm] <diplôme> (Diplom). Wortfinales [eː] kann zu [eɪ̯] diphthongiert werden: [aleɪ] <allez>. Die Gruppe /ɥi/ fällt mit /wi/ zusammen: [wi(t)] <huit> (acht) (statt [ɥi(t)]) wie [wi] <oui> (ja). Schließlich können orale Vokale vor den Nasalen /⁠m⁠/ und /⁠n⁠/ nasaliert werden: [pɔɛ̃m] <poème> (Gedicht), [ʁɛ̃n] <reine> (Königin).
Die im Frankreichfranzösischen übliche Strategie zur Hiatvermeidung in Wörtern wie lion (Löwe) oder avion (Flugzeug), also die Abschwächung des [⁠i⁠] zum Halbvokal [⁠j⁠], also [ljɔ̃] und [avjɔ̃], wird, ausgenommen bei Wörtern mit den Suffixen -tion oder -lion, eher selten angewendet. Stattdessen spricht man [liɔ̃] und [aviɔ̃]. In anderen Fällen wird zwischen den beiden aufeinandertreffenden Vokalen ein Gleitlaut [⁠w⁠] oder [⁠j⁠] eingefügt. Man spricht [fuwɛ] <fouet> (Peitsche), [tɛjaːtʁ] <théâtre> (Theater) statt wie in Frankreich [fwɛ] und [teaːtʁ/teɑtʁ].
Die Buchstabenkombination li+Vokal, z. B. in <milieu> (Milieu) oder <milliard> (Milliarde), die orthoepisch [lj] auszusprechen wäre, kann als einfacher Halbvokal [⁠j⁠] realisiert werden, was in [mijø] und [mijaːʁ] resultiert.

### Konsonanten
Das BF kennt eine der Auslautverhärtung im Deutschen, Niederländischen und anderen Sprachen vergleichbare Desonorisierung wortfinaler Obstruenten, also [⁠b⁠] > [⁠p⁠], [⁠ɡ⁠] > [⁠k⁠], [⁠z⁠] > [⁠s⁠], [⁠ʒ⁠] > [⁠ʃ⁠] und [⁠v⁠] > [⁠f⁠]. Beispiele: [bɔ̃p] <bombe> (Bombe), [dɔk] <dogue> (Dogge), [ʁos] <rose> (Rose), [bɛlʃ] <belge> (belgisch), [ynif] <univ>. Die betroffenen Phoneme stehen im Standardfranzösischen in Opposition. /dɔɡ/ <dogue> und /dɔk/ <dock> (Dock) gelten als Minimalpaar, anders als in Belgien.
Die Desonorisierung kann in Verbindung mit der Reduzierung von Konsonantenclustern im Auslaut zu ungewöhnlichen Lautbildern führen wie beispielsweise [taːp] <table> (Tisch).
Bei Wörtern wie terrible (schrecklich), bei denen nach dem bisher Gesagten mit einer Aussprache wie [tɛʁiːp] zu rechnen ist, kommt zumindest in Brüssel auch eine Auflösung von [⁠b⁠]+[⁠l⁠] zu [bǝl]mit eingeschobenem Schwa in Frage.
An die Stelle der Kombinationen [tj] und [dj] mit palatalem Approximanten, z. B. in moitié (Hälfte) oder Didier, können, abhängig vom vorangehenden Plosiv, Affrikaten mit dem stimmhaften und dem stimmlosen postalveolaren Frikativ treten, also [mwaʧe(ː)/mwaʧeɪ], [diʤe(ː)/diʤeɪ].

### Sonstiges
Die Aussprache aus dem Niederländischen stammender Eigennamen durch BF-Sprecher kommt der niederländischen Aussprache i. d. R. näher als die Aussprache dieser Namen durch Sprecher des Französischen außerhalb Belgiens. Der Eigenname Vandervelde (ndl. [v̊ɑndərˈv̊ɛɫdə]) etwa würde von vielen Frankophonen in Frankreich vermutlich [vɑ̃ndɛʁvɛld(ə)] ausgesprochen, während in Belgien eher mit einer dem Niederländischen ähnlicheren Aussprache wie [fandɛʁfɛldə] zu rechnen ist. Dieses Phänomen lässt sich z. B. in belgischen Nachrichtensendungen beobachten, in denen in der Politikberichterstattung häufig von Trägern niederländischer Namen die Rede ist. Ähnliche Phänomene können auch in anderen mehrsprachigen Gesellschaften wie etwa in Kanada oder der Schweiz beobachtet werden, in denen die Sprecher häufig mit für sie fremdsprachlichen Eigennamen umgehen müssen.
Bei den aktiv zweisprachigen Sprechern des Belgischen Französisch, die in erster Linie in Brüssel zu finden sind, können zu dem oben Genannten noch Interferenzerscheinungen auf phonetisch-phonologischer Ebene hinzukommen:

„Zu wenig gespannte Aussprache der Vokale, verbunden mit einer Tendenz zur Längung, Desonorisierung der stimmhaften Auslautkonsonanten, gerolltes r und velares (»dickes« oder »rheinisches«) l charakterisieren den Brüsseler […]“

Der Name Bruxelles könnte demzufolge [brysɛɫ] ausgesprochen werden gegenüber normfranzösischem [bʁysɛl] bzw. [bʁyksɛl] (vgl. niederländisch [ˈbrɵsəɫ]).

## Rechtschreibung
Der durch Belgien fließende Fluss „Semois“ trägt in Frankreich den Namen „Semoy“.

## Lexik und Semantik
Ein Teil der Belgizismen sind Bezeichnungen für spezifisch belgische Institutionen (Statalismen), auf die außerhalb Belgiens nur selten Bezug genommen wird, zu ihnen gehören beispielsweise die folgenden Ausdrücke: bourgmestre statt maire (Bürgermeister), échevin statt adjoint au maire (Beigeordneter), commune statt municipalité (Gemeinde), candidature (akademischer Grad), sowie communauté (Gemeinschaft) und seine Ableitungen (communautaire, communautariser …), die auf die Einteilung des Landes in Sprachgemeinschaften verweisen, und flamingant, wallingant und belgicain als Bezeichnungen für die Vertreter flämischer und wallonischer Autonomiebestrebungen und die Befürworter des Zentralismus.
Zu den Belgizismen zählen auch einige Niederlandismen, z. B. babeler = causer, vgl. ndl. babbelen (schwätzen, plaudern) oder der Ausdruck ça cloppe = ça colle, vgl. ndl. dat klopt (das stimmt).
Statt soixante-dix (70) und quatre-vingt-dix (90) werden in Belgien wie auch in der frankophonen Schweiz septante und nonante verwendet. Zu beachten ist aber, dass der in der französischsprachigen Schweiz gebräuchliche Ausdruck huitante anstelle von quatre-vingt (80) in Belgien nicht verwendet wird.
Auch Regionalismen können zu den Belgizismen gezählt werden, wenn ihr Verbreitungsgebiet sich weitgehend mit Belgien deckt. Ein Beispiel ist gosette, die Bezeichnung für ein Gebäck, die aus dem Wallonischen stammt, oder auch la drache als nur in Belgien übliches Wort für den Regen. La drache nationale ist der Regenschauer, der am 21. Juli fast schon traditionsgemäß zum Nationalfeiertag niedergeht.
Schließlich sind einige Ausdrücke zu beachten, die in Belgien gebräuchlich sind, außerhalb Belgiens aber als veraltet gelten. Beispiele sind entièreté anstelle des Latinismus totalité (Gesamtheit). Beispiele für solche Archaismen sind auch einige Anglizismen aus dem Bereich des Sports wie back, forward oder keeper, die ins Französische übernommen wurden, als die aus England stammende Sportart Fußball auf dem Kontinent populär wurde, die aber in Frankreich inzwischen durch französische Ausdrücke verdrängt wurden.
Daneben gibt es im BF aber auch Neuerungen, die sich außerhalb Belgiens nicht durchgesetzt haben, darunter solche Neologismen, die mithilfe von Ableitungen gebildet werden, wie z. B. navette > navetteur (Pendlerverkehr > Pendler).